# Lahore
Lahore ((zahodno)pandžabsko لہور‎ [lɔː˩˥ɾ]; urdujsko لاہور‎ Predloga:IPA-ur) je glavno mesto in največje mesto pakistanske province Pandžab. Je drugo največje mesto v Pakistanu, za Karačijem, in 26. največje na svetu, z več kot 13 milijoni prebivalcev. Je v osrednjem vzhodnem Pandžabu, ob reki Ravi, in je največje pandžabsko govoreče mesto na svetu. Lahore je eno večjih pakistanskih industrijskih, izobraževalnih in gospodarskih središč. Bilo je zgodovinsko glavno mesto in kulturno središče širše regije Pandžab in je eno najbolj socialno liberalnih, progresivnih in svetovljanskih mest v Pakistanu.
Izvor Lahoreja sega v antiko. Mesto je bilo naseljeno že približno dve tisočletji, čeprav je postalo pomembno v poznem 10. stoletju z ustanovitvijo obzidanega mesta, njegove utrjene notranjosti. Lahore je bil v srednjem veku prestolnica več držav in imperijev, vključno s hindujskimi šahiji, Gaznavidskim cesarstvom in Delhijskim sultanatom. Nasledil je Multan kot primarno kulturno središče Pandžaba v poznem srednjem veku, dosegel vrhunec svojega sijaja pod Mogulskim cesarstvom med poznim 16. in zgodnjim 18. stoletjem ter služil tudi kot njegovo glavno mesto med letoma 1586 in 1598. V tem obdobju je bilo eno največjih mest na svetu.
Mesto so leta 1739 zavzele in izropale sile perzijskega afšaridskega vladarja Nader Šaha. Čeprav je bila mogulska oblast za kratek čas ponovno vzpostavljena, je padlo v obdobje zatona z nominalnim nadzorom Navabov v Pandžabu; medtem ko so se napadi in vojaški vdori Durranov iz Afganistana in Marathov v Pandžab okrepili. Po uradnem koncu mogulske vladavine in afganistansko-maratske vojne je Lahore prešel iz imperialistične oblasti v lokalno upravo pod pandžabskim triumviratom, medtem ko so ozemlja v preostalem delu Pandžaba od leta 1748 močno izpodbijali Afganistanci in lokalne pandžabske države. Mesto je julija 1799 zavzel Sukerčakia Misl s sedežem v Gudžranvali pod Randžitom Singhom, ki je sprožil proces afganistanskega umika iz Pandžaba in združitve Pandžaba. Leta 1801 je bil Randžit Singh okronan za pandžabskega maharadžo, s čimer je Lahore postal prestolnica enotnega Pandžaba pod Sikhskim imperijem in si povrnil del izgubljene veličine.
Po drugi anglo-sikhski vojni je Pandžab leta 1849 priključila Britanska vzhodnoindijska družba in Lahore je postal glavno mesto Britanskega Pandžaba. Lahore je bil osrednjega pomena za neodvisna gibanja Indije in Pakistana, pri čemer je mesto bilo mesto tako Deklaracije o indijski neodvisnosti kot resolucije, ki poziva k ustanovitvi Pakistana. V obdobju delitve pred pakistansko neodvisnostjo je doživelo nekaj najhujših nemirov. Po ustanovitvi Pakistana leta 1947 je bil Lahore glavno mesto Zahodnega Pandžaba od 1947 do 1955 in Zahodnega Pakistana od 1955 do 1970.
Lahore, ki je pretežno naseljen z etničnimi Pandžabci, ima močan kulturni in politični vpliv na Pakistan. Lahore, ki je Unescovo mesto literature in glavno središče pakistanske založniške industrije, ostaja najpomembnejše središče pakistanske literarne scene. Mesto je tudi glavno središče izobraževalnega sektorja z nekaterimi vodilnimi pakistanskimi univerzami s sedežem v mestu. Lahore je dom pakistanske pandžabske filmske industrije in je glavno središče kavalijske glasbe. Mesto gosti tudi velik del pakistanske turistične industrije z glavnimi znamenitostmi, vključno z obzidanim mestom, slavnima mošejama Badšahi in Vazir Kana ter številnimi sikhskimi in sufijskimi svetišči. Lahore je tudi dom trdnjave Lahore in vrtov Šalimar, ki sta na Unescovem seznamu svetovne dediščine.

## Etimologija
Izvor imena Lahore ni jasen. Zgodnji muslimanski zgodovinarji so ime mesta različno zapisali kot Luhavar, Lūhār in Rahvar. Iranski polimat in geograf Abu Rajhan Al-Biruni je mesto omenil kot Luhāvar v svojem delu iz 11. stoletja, Kanun, medtem ko je pesnik Amir Khusrov, ki je živel v obdobju Delhijskega sultanata, zapisal ime mesta kot Lāhanūr.ref name=":22">Suvorova, Anna (22. julij 2004). Muslim Saints of South Asia: The Eleventh to Fifteenth Centuries. Routledge. ISBN 1134370059.</ref> Jakut al-Hamavi zapisuje ime mesta kot Lawhūr, pri čemer omenja, da je bilo znano kot Lahāwar. Perzijski zgodovinar Firišta v svojem delu omenja mesto kot Alahvar, pri čemer je al-Ahvar druga različica.
Ena od teorij nakazuje, da je ime Lahore popačena beseda Ravāvar, saj so premiki R v L pogosti v jezikih, ki izhajajo iz sanskrta. Ravāvar je poenostavljena izgovorjava imena Iravatjāvar, imena, ki verjetno izhaja iz reke Ravi, ki je v Vedah znana kot reka Iravati. Druga teorija nakazuje, da bi ime mesta morda izhajalo iz besede Lohar, kar pomeni 'kovač'.
Po legendi ime Lahore izhaja iz Lavpur ali Lavapuri (mesto lave), ustanovil pa naj bi ga princ Lava, sin Site in Rame. Isti zapis pripisuje ustanovitev bližnjega Kasurja njegovemu bratu dvojčku Kuši, čeprav je bil dejansko ustanovljen v 16. stoletju.

## Zgodovina

### Izvori
Dokončnega zapisa o zgodnji zgodovini Lahoreja ni, njegovo dvoumno zgodovinsko ozadje pa je povzročilo različne teorije o njegovi ustanovitvi in zgodovini. Hindujska legenda pravi, da se je Keneksen, ustanovitelj dinastije Solar, izselil iz mesta.
Zgodovinarji Aleksandra Velikega ne omenjajo nobenega mesta v bližini Lahoreja med njegovo invazijo leta 326 pr. n. št., kar nakazuje, da mesto do takrat še ni bilo ustanovljeno ali pa ni bilo omembe vredno. Ptolemaj v svoji Geografiji omenja mesto, imenovano Labokla, ki je bilo v bližini rek Čenab in Ravi, kar se je morda nanašalo na starodavni Lahore ali zapuščenega predhodnika mesta. Kitajski romar Šuanzang je podal živ opis velikega in uspešnega neimenovanega mesta, ki je morda bilo Lahore, ko je leta 630 n. št. obiskal to regijo med svojim potovanjem po Indiji. Šuanzang je mesto, takrat pod vladavino Taankov, opisal kot veliko brahmansko mesto.
Prvi dokument, ki omenja Lahore po imenu, je Hudud al-'Alam (»Regije sveta«), napisan leta 982 n. št., v katerem je Lahore omenjen kot mesto, ki je imelo »impresivne templje, velike trge in ogromne sadovnjake.«
Lahore se je prvič pojavilo kot opazno mesto v 11. stoletju v obdobju sufijskega svetnika Alija al-Hadžverija. Nekaj drugih omemb o Lahoreju je ostalo od časa, preden ga je v 11. stoletju zavzel gaznavidski sultan Mahmud. V tem času se zdi, da je Lahore služil kot glavno mesto Pandžaba pod Radžo Anandapalom iz imperija Üdi Šahi, ki je tja preselil svojo prestolnico iz Vaihinda.]

### Srednjeveška doba

#### Ghaznavidi
Sultan Mahmud je osvojil Lahore med letoma 1020 in 1027, zaradi česar je postal del Gaznavidskega imperija. Leta 1021 je za guvernerja imenoval Malika Ajaza. Leta 1034 je mesto zavzel Nialtigin, uporniški guverner Multana. Vendar je njegove sile leta 1036 izgnal Malik Ajaz.
S podporo sultana Ibrahima je Malik Ajaz obnovil in ponovno naselil mesto, ki je bilo opustošeno po invaziji Ghaznavidov. Postavil je tudi mestno obzidje in v letih 1037–1040 je bila na ruševinah prejšnje zgrajena zidana utrdba. Konfederacija hindujskih knezov je v letih 1043–44 med Ajazovo vladavino neuspešno oblegala Lahore. Mesto je postalo kulturno in akademsko središče, znano po poeziji.
Lahore je bil uradno razglašen za vzhodno prestolnico Ghaznavidskega imperija med vladavino Khusrau Šaha leta 1152. After the fall of Ghazni in 1163, It became the sole capital. Po padcu Gaznija leta 1163 je postal edina prestolnica. Pod njihovim pokroviteljstvom so se v Lahoreju zbirali pesniki in učenjaki iz drugih mest Gaznavidskega imperija. Celotno mesto Lahore je v srednjeveškem obdobju Ghaznavidov verjetno bilo zahodno od sodobnega bazarja Šah Alami in severno od vrat Bhatti.

#### Mameluki
Po obleganju Lahoreja leta 1186 je ghuridski vladar Mohamed zavzel mesto in zaprl zadnjega gaznavidskega vladarja Khusraua Malika, s čimer se je končala gaznavidska vladavina nad Lahorejem. Lahore je postal pomembna ustanovitev mameluške dinastije Delhijskega sultanata po atentatu na Mohameda Ghorskega leta 1206. Pod vladavino mameluškega sultana Kutb ud-Din Aibaka je Lahore pritegnil pesnike in učenjake iz srednjeveškega muslimanskega sveta. Lahore je imel v tem času več pesnikov, ki so pisali v perzijščini kot katero koli drugo mesto. Po Aibakovi smrti je Lahore najprej prešel pod nadzor guvernerja Multana, Nasir ad-Din Kabača, nato pa ga je leta 1217 za kratek čas zavzel sultan v Delhiju, Iltutmiš.
V zavezništvu z lokalnimi Khokhari je leta 1223 horezmski sultan Džalal al-Din Mangburni zavzel Lahore, potem ko je pobegnil pred Džingiskanovo invazijo na njegovo kraljestvo. Mangburni je nato pobegnil iz Lahoreja v mesto Uč Šarifa, potem ko je Iltutmiševa vojska leta 1228 ponovno zavzela Lahore.
Zaradi grožnje mongolskih vpadov in politične nestabilnosti v Lahoreju so prihodnji sultani menili, da je Delhi varnejša prestolnica za sultanat, čeprav je Delhi veljal za prednjo bazo, Lahore pa je veljal za središče islamske kulture v severovzhodnem Pandžabu.
Lahore je postajal pod postopoma šibkejšo centralno oblastjo pod Iltutmiševimi potomci v Delhiju, do te mere, da so guvernerji v mestu delovali z veliko avtonomijo. Pod vladavino Kabir Kan Ajaza je bil Lahore praktično neodvisen od Delhijskega sultanata. Dejanska vladavina sultanata nad Lahorejem je trajala le nekaj desetletij, dokler si domačini niso povrnili svoje avtonomije. Lahore je leta 1241 oplenila in uničila mongolska vojska. Guverner Lahoreja Malik Ikhtjarudin Karakaš je pobegnil pred Mongoli, medtem ko so Mongoli držali mesto nekaj let pod vladavino mongolskega poglavarja Toghrula.
Leta 1266 je sultan Balban ponovno osvojil Lahore, toda leta 1287 pod mongolskim vladarjem Temür Khanom so Mongoli znova zavzeli severni Pandžab. Zaradi mongolskih vpadov je regija Lahore postala mesto na meji, upravno središče regije pa se je premaknilo proti jugu v Dipalpur. Mongoli so ponovno vdrli v severni Pandžab leta 1298, čeprav je njihovo napredovanje na koncu ustavil Ulugh Kan, brat sultana Alauddina Khaljija iz Delhija. Mongoli so ponovno napadli Lahore leta 1305.

#### Tugluk
Lahore je med letoma 1320 in 1325 ponovno zacvetel pod vladavino Ghijath al-Din Tughlaka (Ghazi Malik) iz dinastije Tugluk, čeprav je mesto leta 1329 ponovno oplenil Tarmaširin iz srednjeazijskega Čagatajskega kanata in nato spet mongolski poglavar Hülečü. Leta 1342 so Lahore zavzeli Khokhari, vendar je mesto ponovno zavzel Ghazi Malikov sin, Mohamed bin Tugluk. Oslabljeno mesto je nato padlo v neznano in leta 1394 ga je ponovno zavzel poglavar Khokhar, Šaikha. Ko je mongolski osvajalec Timur Lenk leta 1398 zavzel mesto od Šaikha, ga ni več oropal, ker ni bilo več bogato.

#### Pozni sultanati
Timur je dal nadzor nad regijo Lahore Khizr Kanu, guvernerju Multana, ki je kasneje leta 1414 ustanovil dinastijo Sajid – četrto dinastijo Delhijskega sultanata. Mesto je dvakrat oblegal Džasrat, vladar Sialkota, med vladavino Mubarak Šaha, najdlje v letih 1431–1432. Za boj proti Džasratu je dinastija Sajid leta 1441 mesto podelila Bahlul Lodiju. Lodi je nato leta 1451 izpodrinil Sajide in se uveljavil na prestolu Delhija.
Bahlul Lodi je postavil svojega bratranca, Tatarskega kana, za guvernerja mesta, a je tatarski kan umrl v bitki s Sikandar Lodijem leta 1485. Guvernerstvo Lahoreja je Sikandar Lodi prenesel na Omarja Kana Sarvanija, ki je hitro prepustil upravljanje tega mesta svojemu sinu Saidu Kanu Sarvaniju. Sikandar Lodi je Said Kana leta 1500 odstranil z oblasti in Lahore je prišel pod guvernerstvo Daulat Kan Lodija, sina tatarskega kana in nekdanjega delodajalca Guruja Nanaka (ustanovitelja sikhizma).

### Moguli
- Mošeja Badšahi
- Trdnjava Lahore
- Džahangirjeva grobnica
- Šahi Hamam
- Grobnica Kan-e-džahana Bahadurja Kokaltaša

#### Zgodnji Moguli
Babur, ustanovitelj Mogulskega cesarstva, je zavzel in oplenil Lahore in Dipalpur, čeprav se je umaknil, potem ko so mu plemiči Lodi niso več pomagali. Mesto je postalo zatočišče Humajunu in njegovemu bratrancu Kamranu Mirzi, ko se je Šer Šah Suri dvignil na oblast v ravnicah Gangesa in izpodrinil Mogule. Šer Šah Suri je zavzel Lahore leta 1540. Humajun je ponovno osvojil Lahore februarja 1555. Vzpostavitev mogulske vladavine je sčasoma privedla do najbolj uspešnega obdobja v zgodovini Lahoreja. Blaginja in osrednji položaj Lahoreja sta prinesla več spomenikov iz mogulske dobe v Lahoreju kot v Delhiju ali Agri.
V času vladavine največjih cesarjev Mogulskega cesarstva večina prebivalcev Lahoreja ni živela v samem obzidanem mestu, temveč v predmestjih, ki so se razprostirala izven mestnega obzidja. Samo 9 od 36 mestnih četrti okoli Lahoreja, znanih kot guzarji, je bilo v obdobju Akbarja znotraj mestnega obzidja. V tem obdobju je bil Lahore tesno povezan z manjšimi tržnimi mesti, znanimi kot kazba, kot sta Kasur in Eminabad, pa tudi Amritsar in Batala v sodobni Indiji, ki pa je bila povezana z dobavno verigo v vaseh, ki obdajajo vsako kazbo.

#### Akbar
Od leta 1584 je Lahore postal mogulska prestolnica, ko je Akbar začel ponovno utrjevati porušeno mestno citadelo in tako postavil temelje za oživitev trdnjave Lahore. Akbar je Lahore naredil za eno od svojih prvotnih dvanajstih subah provinc in v letih 1585–86 guvernerstvo mesta in subah prepustil Bhagvant Dasu, bratu Mariam-uz-Zamani, ki je bil splošno znan kot Džodhabhai.
Akbar je prav tako obnovil mestno obzidje in razširil njihov obseg vzhodno od bazarja Šah Alami, da je zajel redko poseljeno območje Rarra Maidan. V tem obdobju je bila ustanovljena žitna tržnica Akbari Mandi, ki deluje še danes. Akbar je v zgodnjih 1580-ih ustanovil tudi sosesko Dharampura, ki je ohranjena še danes. Najzgodnejši od mnogih Lahorejevih havelijev (tradicionalna meščanska hiša, dvorec ali graščina na indijski podcelini) izvira iz obdobja Akbarja.
Lahorski mogulski spomeniki so bili zgrajeni pod vladavino Akbarja in več poznejših cesarjev. Lahore je v tem obdobju dosegel svoj kulturni zenit, v mestu je bilo razvitih na desetine mošej, grobnic, svetišč in mestne infrastrukture.

#### Džahangir
Med vladavino cesarja DŽahangirja v zgodnjem 17. stoletju so bazarji v Lahoreju veljali za živahne, obiskane s strani tujcev in založene s široko paleto blaga. Leta 1606 je Džahangirjev uporniški sin Khusrau Mirza oblegal Lahore, potem ko je pridobil blagoslov sikhskega guruja Arjana Deva. Džahangir je hitro porazil svojega sina pri Bhairovalu in korenine mogulsko-sikhskega sovraštva so rasle. Sikh Guru Arjan Dev je bil usmrčen v Lahoreju leta 1606 zaradi njegove vpletenosti v upor. Cesar Džahangir se je odločil, da bo pokopan v Lahoreju, njegovo grobnico pa je v predmestju Lahore Šahdara Bagh leta 1637 zgradila njegova žena Nur Džahan, katere grobnica je prav tako v bližini.

#### Šah Džahan
Džahangirjev sin, Šah Džahan (vladal 1628–1658), se je rodil v Lahoreju leta 1592. Prenovil je velike dele trdnjave Lahore z razkošnim belim marmorjem in leta 1633 postavil ikonični paviljon Naulakha. Šah Džahan je Lahore obdaril z nekaterimi njegovimi najbolj slavnimi in ikoničnimi spomeniki, kot je Šahi Hamam leta 1635 ter tako z vrtovi Šalimar kot ekstravagantno okrašeno mošejo Vazir Kana leta 1641. Prebivalstvo predmodernega Lahoreja je verjetno doseglo svoj vrhunec med njegovim vladavine, s primestnimi okrožji, kjer jih je bilo morda 6-krat več kot v obzidanem mestu.

#### Aurangzeb
Sin šaha Džahana, Aurangzeb, zadnji od velikih mogulskih cesarjev, je dodatno prispeval k razvoju Lahoreja. Aurangzeb je leta 1662 zgradil nabrežje Alamgiri Bund ob reki Ravi, da bi preprečil, da bi njena spreminjajoča se smer ogrozila mestno obzidje. Območje v bližini nabrežja je preraslo v modno mesto z več bližnjimi vrtovi za zabavo, ki jih je postavilo plemstvo Lahoreja. Največji mogulski spomenik v Lahoreju, mošeja Badšahi, je bila zgrajena med Aurangzebovo vladavino leta 1673, prav tako pa tudi znamenita vrata Alamgiri v utrdbi Lahore leta 1674.

#### Pozni Moguli
Državljanske vojne v zvezi z nasledstvom mogulskega prestola po Aurangzebovi smrti leta 1707 so privedle do oslabitve nadzora nad Lahorejem iz Delhija in do daljšega obdobja upada Lahoreja. Mogulska zaskrbljenost z Marati na Dekanski planoti je sčasoma povzročila, da je Lahore vodila vrsta guvernerjev, ki so obljubili nominalno zvestobo vedno šibkejšim mogulskim cesarjem v Delhiju.
Mogulski cesar Bahadur Šah I. je umrl na poti v Lahore kot del kampanje leta 1711 za ukrotitev sikhskih upornikov pod vodstvom Banda Singha Bahadurja. Njegovi sinovi so se leta 1712 bojevali zunaj Lahoreja za nasledstvo mogulske krone, Džahandar pa je osvojil prestol. Sikhski uporniki so bili poraženi med vladavino Farrukhsijarja, ko sta jih Abd as-Samad in Zakarija Kan zatrla.
Nader Šahova kratka invazija na Mogulsko cesarstvo v začetku leta 1739 je odvzela nadzor Zakariji kanu Bahadurju. Čeprav je Khan po odhodu perzijske vojske uspel pridobiti nazaj oblast, so se trgovske poti premaknile stran od Lahoreja in namesto tega na jug proti Kandaharju. Indska pristanišča v bližini Arabskega morja, ki so služila Lahoreju, so se v tem času tudi zamuljila, kar je še bolj zmanjšalo pomen mesta.
Spopadi med sinovi Zakarija Kana po njegovi smrti leta 1745 so dodatno oslabili muslimanski nadzor nad Lahorejem, zaradi česar je mesto ostalo v vakuumu oblasti in ranljivo za tuje roparje.
- Grob Nur Džahana
- Mošeja Vazir Kana v Lahoreju velja za najbolj bogato okrašeno mošejo iz mogulske dobe.[50]
- Mošeja Begum Šahi je bila dokončana leta 1614 v čast Džahangirjevi materi Mariam-uz-Zamani
- Znamenita vrata Alamgiri v trdnjavi Lahore so bila zgrajena leta 1674 in so obrnjena proti mošeji Badshahi v Aurangzebu
- Slika mošeje Wazir Khan Williama Carpenterja (1866)
- Mošeja Sunehri je bila zgrajena v obzidanem mestu v zgodnjem 18. stoletju, ko je mogulski imperij propadal

### Durrani invazije
Vladar Durranija Ahmad Šah je leta 1748 zasedel Lahore. Po hitrem umiku Ahmeda Šaha Duranija so Moguli Lahore zaupali Mu’īnu al-Mulku Mir Manuju. Ahmad Šah je ponovno vdrl leta 1751 in prisilil Mir Manuja v podpis pogodbe, ki je Lahore nominalno podredila Durranijevi oblasti. Lahore je tretjič osvojil Ahmad Šah leta 1752. Mogulski veliki vezir Ghazi-Din Imad al-Mulk je zasedel Lahore leta 1756 in izzval Ahmad Šaha, da je leta 1757 četrtič napadel, nato pa je mesto postavil pod oblast svojega sina, Timur Šaha.
Vladavina Durranijev je bila prekinjena, ko je Lahore leta 1758 osvojil Adina Beg Arain s pomočjo Marathov med njihovimi pohodi proti Afganistancem. Po prezgodnji smrti Adina Bega leta 1758 pa so mesto zasedli Marati. Naslednje leto je Durranis znova vkorakal in ga osvojil. Ko so se Durrani leta 1765 umaknili iz mesta, so ga sile Sikhov hitro zasedle. V tem času je bilo mesto že večkrat opustošeno in je izgubilo vso svojo nekdanjo veličino. Durrani so vdrli še dvakrat - leta 1797 in 1798 - pod šahom Zamanom, vendar so Sikhi po obeh vdorih ponovno zasedli mesto.

### Sikhi
- Samadhi of Ranjit Singh
- Gurdcara Dera Sahib
- Haveli Nau Nihal Singh
- Hazuri Bagh
- Gurdvara Džanam Asthan Guru Ram Das
- Tempelj Lava v utrdbi Lahore je iz obdobja Sikhov [83] in je posvečen hindujskemu božanstvu Lava.[51]

#### Zgodnje obdobje
Širjenje Sikh Misls je zagotovilo nadzor nad Lahorejem leta 1767, ko je država Bhangi Misl zavzela mesto. Leta 1780 je bilo mesto razdeljeno med tri vladarje: Gudžar Singh, Lahna Singh in Sobha Singh. Nestabilnost, ki je nastala zaradi te ureditve, je omogočila bližnjemu Amritsarju, da se je namesto Lahoreja uveljavil kot glavno komercialno središče območja.
Vnuk Ahmad Šaha Durranija, Zaman Šah, je napadel Lahore leta 1796 in ponovno v letih 1798–99. Randžit Singh se je z Afganistanci pogajal za mesto subahdarja za nadzor Lahoreja po drugi invaziji.
Do konca 18. stoletja se je število mestnega prebivalstva drastično zmanjšalo, preostali prebivalci pa so živeli znotraj mestnega obzidja, medtem ko so predmestja zunaj mesta ležala zapuščena, zaradi česar so bili potniki prisiljeni iti skozi zapuščena in uničena predmestja nekaj kilometrov, preden so dosegli mestna vrata.

#### Sikhov imperij
Po invaziji Zaman Šaha na Pandžab leta 1799 je Randžit Singh iz bližnje Gudžranvale začel utrjevati svoj položaj. Singh je uspel prevzeti nadzor nad regijo po vrsti bitk z poglavarji Bhangi, ki so zavzeli Lahore leta 1780.  Njegova vojska je odkorakala v Anarkali, kjer je po legendi vratar vrat Lohari, Mukham Din Čaudhri, odprl vrata in omogočil vojski Randžita Singha vstop v Lahore. Po zavzetju Lahoreja so sikhski vojaki takoj začeli pleniti muslimanske predele mesta, dokler njihovih dejanj ni zajezil Randžit Singh.
Vladavina Randžita Singha je povrnila nekaj izgubljene veličine Lahoreja, vendar na račun uničenja preostale mogulske arhitekture za gradbeni material. Leta 1800 je v mestu ustanovil kovnico in se preselil v mogulsko palačo v trdnjavi Lahore, potem ko jo je preuredil za lastno uporabo pri upravljanju imperija Sikhov. Leta 1801 je ustanovil gurdvara Ram Das, da bi označil kraj, kjer se je leta 1534 rodil Guru Ram Das.
Lahore je postal upravna prestolnica imperija, bližnje gospodarsko središče Amritsar pa do leta 1802 prav tako ustanovljeno kot duhovna prestolnica imperija. Do leta 1812 je Singh večinoma prenovil mestno obrambo z dodajanjem drugega kroga zunanjih zidov, ki obkrožajo prvotno Akbarjevo obzidje, ki sta bila ločena z jarkom. Singh je tudi delno obnovil propadajoče vrtove Šalimar Šah Džahana in leta 1818 zgradil Hazuri Bagh Baradari v počastitev njegovega zajetja diamanta Koh-i-Noor iz Šuja Šah Durranija leta 1813. Postavil je gurdcara Dera Sahib, da bi označil kraj smrti Guruja Arjana Deva (1606). Sikhski kraljevi dvor je obdaril tudi versko arhitekturo v mestu, vključno s številnimi sikhskimi gurdvarami, hindujskimi templji in haveliji.
Medtem ko je velik del Lahorejevega mogulskega obdobja do njegovega prihoda ležal v ruševinah, je med vladavino Randžita Singha Lahore ponovno vzpostavil slavo, čeprav so mogulski spomeniki v obdobju Sikhov trpeli. Singhova vojska je oropala večino najdragocenejših mogulskih spomenikov Lahoreja in odstranila beli marmor z več spomenikov, da bi ga poslala v različne dele sikhskega imperija med njegovo vladavino. Spomeniki, ukradeni zaradi okrasnih materialov, vključujejo grobnico Asifa Kana, grobnico Nur Džahana in vrtove Šalimar. Vojska Randžita Singha je oskrunila tudi mošejo Badšahi, tako da jo je spremenila v skladišče streliva in hlev za konje. Mošeja Sunehri v obzidanem mestu je bila prav tako spremenjena v gurdvaro, medtem ko je bila mošeja Marijam Zamani spremenjena v tovarno smodnika.

#### Pozno obdobje
Sikhski kraljevi dvor (Lahore Durbar) je po smrti Randžita Singha hitro zamenjal vladarje. Njegov sin Kharak Singh je umrl 6. novembra 1840, kmalu po prevzemu prestola. Istega dne je naslednji imenovani naslednik prestola, Nau Nihal Singh, umrl v nesreči v vrtovih Hazuri Bagh. Maharadža Šer Singh je bil nato izbran za maharadžo, čeprav je njegovo zahtevo za prestol hitro izpodbijala Čand Kaur, vdova Kharak Singha in mati Nau Nihal Singha, ki je hitro zavzela prestol. Šer Singh je dvignil vojsko, ki je 14. januarja 1841 napadla sile Čand Kaurje v Lahoreju. Njegovi vojaki so namestili orožje na minarete mošeje Badšahi, da bi ciljali na sile Čand Kaur v utrdbi Lahore in uničili zgodovinski Divan-e-Aam. Kaur je hitro prepustila prestol, toda Šer Sing je bil nato leta 1843 umorjen v soseski Čah Miran v Lahoreju skupaj z njegovim vezirjem Dhijanom Singhom. Dhjan Singhov sin, Hira Singh, se je skušal maščevati za očetovo smrt tako, da je oblegal Lahore, da bi zajel očetove morilce. Obleganje se je končalo z ujetjem očetovega morilca, Adžita Singha. Duleep Singh je bil nato okronan za maharadžo, Hira Singh pa je bil njegov vezir, vendar bo njegova moč oslabljena zaradi nenehnih notranjih spopadov med sikhskimi plemiči, kot tudi spopadi z Britanci med obema anglo-sikhskima vojnama.
Po koncu obeh anglo-sikhskih vojn je sikhski imperij zapadel v nered, kar je povzročilo padec Lahore Durbarja in začetek britanske vladavine, potem ko so zavzeli Lahore in širšo regijo Pandžaba.

### Britansko kolonialno obdobje
- Univerza v Pandžabu
- Državni kolidž
- Muzej v Lahoreju
- Višje sodišče Lahore
- Medicinska univerza kralja Edvarda

Britanska vzhodnoindijska družba je februarja 1846 prevzela nadzor nad Lahorejem od propadajoče države Sikhov in leta 1848 zasedla preostali Pandžab. Po porazu Sikhov v bitki pri Gudžratu so britanske čete istega leta uradno odstavile maharadžo Duleepa Singha v Lahoreju. Pandžab je bil nato leta 1849 priključen Britansko-indijskemu imperiju.
Na začetku britanske vladavine naj bi imel Lahore 120.000 prebivalcev. Pred aneksijo s strani Britancev je okolico Lahoreja večinoma sestavljalo obzidano mesto, obdano z ravninami, ki so jih prekinjala naselja na jugu in vzhodu, kot sta Mozang in Kila Gujar Singh, ki ju je od takrat zajel sodobni Lahore. Ravnice med naselji so vsebovale tudi ostanke mogulskih vrtov, grobnic in vojaških zgradb iz obdobja Sikhov.
Britanci so na obzidano mesto Lahore gledali kot na leglo potencialnega socialnega nezadovoljstva in epidemij bolezni, zato so večinoma pustili mestno jedro pri miru, medtem ko so razvojna prizadevanja usmerili v predmestna območja Lahoreja in rodovitno podeželje Pandžaba. Britanci so svoje glavno mesto postavili na območje južno od obzidanega mesta, ki je bilo najprej znano kot Donaldovo mesto, preden so ga preimenovali v Civilna postaja.
Pod zgodnjo britansko vladavino so bili nekdanji ugledni mogulski spomeniki, ki so bili raztreseni po vsej Civilni postaji, prav tako spremenjeni in včasih oskrunjeni – vključno z grobnico Anarkali, ki so jo Britanci sprva spremenili v duhovniške urade, preden so jo leta 1851 preuredili v anglikansko cerkev. Mošeja Dai Anga iz 17. stoletja je bila v tem času spremenjena v urade železniške uprave, grobnica Navab Bahadur Kana je bila spremenjena v skladišče, grobnica Mir Manuja pa je bila uporabljena kot vinoteka. Britanci so uporabili tudi starejše stavbe za namestitev občinskih uradov, kot so civilni sekretariat, oddelek za javna dela in urad generalnega računovodje.
Britanci so zgradili železniško postajo Lahore tik ob obzidanem mestu kmalu po sepojskem uporu leta 1857; postaja je bila zato zasnovana kot srednjeveški grad, da bi preprečila morebitne prihodnje vstaje, z debelimi zidovi, stolpi in luknjami za usmerjanje topovskega ognja za obrambo stavbe. Najvidnejše lahorske vladne ustanove in komercialna podjetja so se skoncentrirala na civilni postaji na pol milje širokem območju, ki obkroža nakupovalno središče Mall, kjer so se za razliko od vojaške cone Lahore Britanci in domačini smeli mešati. [104] Nakupovalno središče še naprej služi kot epicenter civilne uprave Lahoreja, pa tudi kot eno najbolj modnih komercialnih območij. Britanci so prav tako postavili prostoren kanton Lahore jugovzhodno od obzidanega mesta v nekdanji vasi Mian Mir, kjer so za razliko od okolice Mall obstajali zakoni proti mešanju različnih ras.
Lahore je 9. februarja 1870 obiskal princ Alfred, vojvoda Edinburški – na obisku je sprejel delegacije Dogrov iz Džamuja, Maharadž iz Patiale, Navaba iz Bahavalpurja in drugih vladarjev iz različnih pandžabskih držav. Med obiskom si je ogledal več glavnih znamenitosti Lahoreja. Britanske oblasti so v času zlatega jubileja kraljice Viktorije (1887) zgradile več pomembnih stavb v značilnem indo-saracenskem slogu, vključno z muzejem Lahore in šolo industrijske umetnosti Mayo.
Britanci so leta 1901 izvedli popis prebivalstva Lahoreja in našteli 20.691 hiš v obzidanem mestu. Ocenjuje se, da je v tem času v Lahoreju živelo 200.000 ljudi. Prestižna soseska Model Town je bila leta 1921 ustanovljena kot predmestje »vrtnega mesta«, medtem ko je bil kraj Krišan Nagar postavljen v tridesetih letih 20. stoletja v bližini nakupovalnega središča Mall and Walled City.
Lahore je imel pomembno vlogo v gibanjih za neodvisnost Indije in Pakistana. Deklaracijo o neodvisnosti Indije je predlagal Jawaharlal Nehru in je bila soglasno sprejeta opolnoči 31. decembra 1929 v dvorani Bradlaugh Hall v Lahoreju. Tudi tokrat je bila sprejeta indijska zastava Svaraj. Zapor v Lahoreju so Britanci uporabljali za zapiranje aktivistov za neodvisnost, kot je Džatin Das, tam pa je bil tudi obešen Bhagat Singh leta 1931. Pod vodstvom Mohameda Alija Džinnaha je Vseindijska muslimanska liga leta 1940 sprejela resolucijo iz Lahoreja, ki je zahtevala ustanovitev Pakistana kot ločene domovine za muslimane v Indiji.

### Razcepitev
Popis iz leta 1941 je pokazal, da ima mesto Lahore 671.659 prebivalcev, od tega 64,5 % muslimanov, preostalih 35 % pa hindujcev in sikhov, poleg majhne krščanske skupnosti. Številki prebivalstva so Hindujci in Sikhi oporekali pred mejno komisijo, ki naj bi narisala Radcliffovo linijo za razmejitev meje med dvema novima državama na podlagi verske demografije. V želji, da bi Lahore podelili Indiji, so trdili, da je mesto samo 54 % muslimanov in da bi morala hindujska in sikhska prevlada nad mestnim gospodarstvom in izobraževalnimi ustanovami prevladati nad muslimansko demografijo. Dve tretjini trgovin in 80 % tovarn v Lahoreju je pripadalo hindujski in sikhovski skupnosti. Kuldip Najar je trdil, da mu je Cyril Radcliffe leta 1971 povedal, da je prvotno nameraval dati Lahore novemu Dominiju Indije, vendar se je odločil, da ga postavi v Dominion Pakistan, ki ga je videl kot brez večjega mesta, saj je Kalkuto že dodelil Indiji.
Ko so napetosti zaradi negotove usode mesta rasle, je Lahore doživel najhujše nemire razcepitve. Sledil je poboj, v katerem so bile žrtve in storilci vse tri verske skupine. Zgodnji nemiri marca in aprila 1947 so uničili 6000 od 82.000 domov v Lahoreju. Nasilje je vse poletje naraščalo kljub prisotnosti oklepnega britanskega osebja. Hindujci in sikhi so začeli množično zapuščati mesto, saj so se njihova upanja, da bo mejna komisija dodelila mestu Indiji, zdela vse manj verjetna. Do konca avgusta 1947 je 66 % hindujcev in sikhov zapustilo mesto. Bazar Šah Alami, nekoč večinoma hindujska četrt Obzidanega mesta, je bil v poznejših nemirih v celoti požgan.
Ko je bila pakistanska neodvisnost razglašena 14. avgusta 1947, Radcliffova linija še ni bila objavljena, zato so se vso noč občasno slišali vzkliki Naj živi Pakistan in Bog je največji z Naj živi Hindustan. 17. avgusta 1947 je bil Lahore dodeljen Pakistanu na podlagi muslimanske večine v popisu leta 1941 in postal glavno mesto province Pandžab v novi državi Pakistan. Lokacija mesta blizu meje z Indijo je pomenila, da je sprejelo veliko število beguncev, ki so bežali iz vzhodnega Pandžaba in severne Indije, čeprav jih je lahko sprejelo glede na veliko količino zapuščenih hindujskih in sikhovskih posesti, ki bi jih bilo mogoče razdeliti na novo prispelim beguncem.

### Moderno
- Islamski Summit Minar
- Minar-e-Pakistan
- Mošeja Grand Jamia, Lahore
- Provincialna skupščina Pandžaba
- WAPDA House
- Stolp Arfa Karim v Lahoreju

Razdelitev je zapustila Lahore z močno oslabljenim gospodarstvom ter uničeno družbeno in kulturno sceno, ki so jo prej oživili mestni Hindujci in Sikhi. Industrijska proizvodnja je do konca 1940-ih padla na eno tretjino ravni pred delitvijo in do leta 1950 je delovalo le 27 % njenih proizvodnih enot in običajno precej pod zmogljivostjo. Beg kapitala je dodatno oslabil mestno gospodarstvo, medtem ko se je Karači industrializiral in postal uspešnejši.
Oslabljeno gospodarstvo mesta in bližina indijske meje sta pomenila, da mesto ni bilo primerno za pakistansko prestolnico po osamosvojitvi. Karači je bil zato izbran za glavno mesto zaradi njegove relativne tišine v obdobju delitve, močnejšega gospodarstva in boljše infrastrukture.
Po osamosvojitvi je Lahore počasi ponovno pridobil svoj pomen gospodarskega in kulturnega središča zahodnega Pandžaba. Leta 1949 se je začela obnova bazarja Šah Alami, nekdanjega trgovskega središča obzidanega mesta, dokler ni bil uničen v nemirih leta 1947. Grobnica Alame Ikbala je bila zgrajena leta 1951 v čast filozofu-pesniku, ki je dal duhovni navdih pakistanskemu gibanju. Leta 1955 je bil Lahore izbran za glavno mesto celotnega Zahodnega Pakistana v obdobju ene enote, ki je trajalo do leta 1970. Kmalu zatem je bil leta 1968 dokončan znameniti Lahorejev Minar-e-Pakistan, ki je označil mesto, kjer je bila sprejeta pakistanska resolucija. S podporo Združenih narodov je vladi uspelo obnoviti Lahore in večina brazgotin skupnega nasilja razcepitve je bila odpravljena.
Leta 1974 je v mestu potekala druga islamska konferenca na vrhu.  V maščevanje za uničenje Babri Masjid v Indiji so leta 1992 izbruhnili nemiri, v katerih je bilo tarča več nemuslimanskih spomenikov, vključno z grobnico maharadže Šer Singha in nekdanjim džainističnim templjem blizu The Mall. Leta 1996 je bila finalna tekma Svetovnega pokala v kriketu Mednarodnega sveta za kriket na Gadafijevem stadionu v Lahoreju.
Projekt obnove obzidanega mesta Lahore se je začel leta 2009, ko je vlada Pandžaba z denarjem Svetovne banke obnovila kraljevo pot od vrat Akbari do trdnjave Lahore.

## Geografija
Lahore je v severovzhodnem delu Pakistana in leži med 31°15'—31°45' S in 74°01'—74°39' V. Mesto na severu in zahodu omejuje okrožje Šeikhupura, na vzhodu pa Vagah, na jugu pa okrožje Kasur. Reka Ravi teče na severni strani Lahoreja. Mesto Lahore pokriva skupno površino 404 kvadratnih kilometrov.

### Podnebje
Lahore ima vroče polsušno podnebje (Köppnova podnebna klasifikacija BSh), ki meji na vlažno subtropsko podnebje. Najbolj vroč mesec je junij, kjer temperature redno presegajo 45 °C. Sezona monsunov se začne konec junija, najbolj mokri meseci pa so julij, avgust in september. z obilnimi padavinami in večernimi nevihtami z možnostjo nastajanja oblakov in hudourniških poplav. Najhladnejši mesec je januar z gosto meglo.
Rekordno visoka temperatura v mestu je bila 50,4 °C, zabeležena 5. junija 2003. 10. junija 2007 je bila zabeležena temperatura 48 °C; to je bilo v senci, meteorološki urad, ki je zabeležil številko, je poročal o toplotnem indeksu na neposredni sončni svetlobi 55 °C. Najvišja količina padavin v 24-urnem obdobju je 337 milimetrov, zabeležena 1. avgusta 2024.

### Mestna pokrajina
Sodobno mestno podobo Lahoreja sestavlja zgodovinsko obzidano mesto Lahore v severnem delu mesta, ki vsebuje več območij svetovne in nacionalne dediščine. Urbanistično načrtovanje Lahoreja ni temeljilo na geometrijski zasnovi, temveč je bilo zgrajeno po delih, z majhnimi slepimi ulicami, kot so se katrah in galis razvili v kontekstu sosednjih stavb. Čeprav so bile nekatere soseske poimenovane po določenih verskih ali etničnih skupnostih, so bile same soseske običajno raznolike in v njih ni prevladovala istoimenska skupina.
Urbana tipologija Lahoreja je podobna drugim starodavnim mestom v Južni Aziji, kot so Pešavar, Multan in Delhi – vsa so bila ustanovljena v bližini velike reke in so vključevala staro obzidano mesto in kraljevo citadelo.
Do konca sikhovske vladavine so naseljenci zasedli večino ogromnih posesti Lahorejevih havelijev. Nove soseske so občasno v celoti zrasle v mejah starega mogulskega havelija, kot je Mohallah Pathan Vali, ki je zrasel znotraj ruševin istoimenskega havelija, ki ga je zgradil Mian Kan. Do leta 1831 je okoliška soseska posegla v vse mogulske havelije v obzidanem mestu, kar je privedlo do današnje odsotnosti morebitnih mogulskih havelijev v Lahoreju.
Skupno trinajst vrat je nekoč obdajalo zgodovinsko obzidano mesto. Nekatera od preostalih vrat so vrata Raušnai, vrata Masti, vrata Jaki, vrata Kašmiri, vrata Khizri, vrata Šah Burj, vrata Akbari in vrata Lahori. Jugovzhodno od mesta z obzidjem je prostoren Lahore Cantonment iz britanskega obdobja.

## Arhitektura
Lahore je dom številnih spomenikov iz dinastije Mogulov, imperija Sikhov in britanskega indijskega Raja. Na arhitekturni slog obzidanega mesta Lahore so tradicionalno vplivali mogulski in sikhski slogi.

### Sikhovsko obdobje
S prihodom cesarstva Sikhov ob koncu 18. stoletja je Lahore izgubil svojo nekdanjo slavo kot mogulska prestolnica. Na prizadevanja za obnovo pod Randžitom Singhom in njegovimi nasledniki so vplivali mogulski običaji in Lahore je bil v obdobju Randžita Singha znan kot mesto vrtov. Kasneje britanski zemljevidi območja okoli Lahoreja iz sredine 19. stoletja kažejo številne obzidane zasebne vrtove, ki so bili zaplenjeni muslimanskim plemiškim družinam, ki nosijo imena uglednih sikhovskih plemičev – vzorec pokroviteljstva, ki je bil podedovan od Mogulov.
Medtem ko je velik del lahorskih mogulskih stavb do njegovega prihoda ležal v ruševinah, je vojska Randžita Singha oropala večino najdragocenejših mogulskih spomenikov Lahoreja in odstranila beli marmor z več spomenikov, da bi ga poslala v različne dele sikhskega imperija. Ti spomeniki so grobnica Asifa Kana in grobnica Nur Džahana; iz vrtov Šalimar je bil izropan velik del marmorja, njihova draga vrata iz ahata pa so bila odstranjena. Sikhska država je porušila tudi številna svetišča in spomenike zunaj mestnega obzidja.
Kljub temu je vladavina Sikhov zapustila Lahore z več spomeniki in močno spremenjeno trdnjavo Lahore. Vladavina Randžita Singha je obnovila del prejšnje veličine Lahoreja, mesto pa je ostalo z velikim številom verskih spomenikov iz tega obdobja. V tem obdobju je bilo zgrajenih več havelijev, čeprav jih je ohranjenih le nekaj.

### Britansko obdobje
Kot glavno mesto britanskega Pandžaba je mesto večino svoje arhitekture pridobilo od britanskih kolonialistov. Strukture so bile zgrajene pretežno v indo-gotskem slogu – sinkretičnem arhitekturnem slogu, ki združuje elemente viktorijanske in islamske arhitekture ali v posebnem indo-saracenskem slogu. Britanci so zgradili tudi neoklasicistično Montgomery Hall, ki danes služi kot knjižnica Kuaid-e-Azam.
Lawrence Gardens so bili postavljeni v bližini Civilne postaje in so bili plačani z donacijami, ki so jih zbrali tako evropska skupnost Lahoreja kot tudi bogati domačini. V vrtovih je bilo več kot 600 vrst rastlin, zanje pa je poskrbel hortikulturist, poslan iz londonskih kraljevih botaničnih vrtov v Kewu.
Zelena predmestja južno od starega mesta in kanton jugozahodno od starega mesta so se večinoma razvila pod britansko kolonialno vladavino in imajo stavbe iz kolonialne dobe, zgrajene ob zelenih avenijah.
Britanske oblasti so v času zlatega jubileja kraljice Viktorije leta 1887 zgradile več pomembnih stavb v značilnem indo-saracenskem slogu, kot sta muzej Lahore in šola industrijske umetnosti Mayo. Drugi vidni primeri indo-saracenskega sloga v Lahoreju so prestižni kolidž Aitchison, vrhovno sodišče Pandžaba (danes Višje sodišče v Lahoreju) in univerzo v Pandžabu.
Veliko najpomembnejših stavb v Lahoreju je zasnoval gradbeni inženir in arhitekt sir Ganga Ram, ki velja za očeta modernega Lahoreja.

### Parki
Lahore je zaradi velikega števila vrtov znan tudi kot mesto vrtov. Šahdara Bagh je bil eden najzgodnejših mogulskih vrtov, postavljen v 15. stoletju, in vsebuje grobnico Džahangirja. Vrtovi Šalimar so bili postavljeni med vladavino Šaha Džahana in so bili zasnovani tako, da posnemajo islamski raj posmrtnega življenja, opisan v Koranu. Vrtovi sledijo znani čarbagh razporeditvi štirih kvadratov s tremi padajočimi terasami. Leta 1818 je bil Hazuri Bagh zgrajen med vladavino Randžita Singha v čast njegovega zajetja diamanta Koh-i-Noor od Šuja Šaha Durranija.
Vrt Lawrence je bil ustanovljen leta 1862 in je bil prvotno poimenovan po siru Johnu Lawrenceu, britanskemu podkralju v Indiji s konca 19. stoletja. Krožni vrt, ki s treh strani obdaja obzidano mesto, je bil ustanovljen leta 1892. Nekdanji paradni prostor ob mošeji Badšahi se je v britanski dobi prav tako preimenoval v park Minto, ki je bil po obnovi ponovno ustanovljen kot park Ikbal.

## Gospodarstvo
Od leta 2008 je bil mestni bruto domači proizvod (BDP) po pariteti kupne moči (PKM) ocenjen na 40 milijard dolarjev s predvideno povprečno stopnjo rasti 5,6 odstotka. To je enako kot Karači, pakistansko gospodarsko središče, pri čemer Lahore (ki ima polovico prebivalstva) spodbuja gospodarstvo, ki je 51 % velikosti Karačija (78 milijard dolarjev leta 2008). Ocenjuje se, da Lahore prispeva 11,5 % k nacionalnemu gospodarstvu in 19 % k gospodarstvu province Pandžab. Kot celota ima Pandžab gospodarstvo v višini 115 milijard dolarjev, zaradi česar je prvi (in do danes edini) pakistanski pododdelek z gospodarstvom v vrednosti več kot 100 milijard dolarjev. BDP Lahoreja naj bi do leta 2025 znašal 102 milijardi dolarjev, z nekoliko višjo stopnjo rasti, 5,6 % na leto, v primerjavi v Karačiju 5,5 %.
Velika industrijska aglomeracija s približno 9000 industrijskimi enotami, se je v zadnjih desetletjih preusmerila iz proizvodnje v storitveno industrijo. Približno 42 % njene delovne sile je zaposlenih v financah, bančništvu, nepremičninah, skupnosti, kulturnih in socialnih storitvah. Mesto je največje pakistansko središče za proizvodnjo programske in strojne opreme in gosti rastočo industrijo sestavljanja računalnikov. Mesto je bilo vedno središče publikacij; 80 % pakistanskih knjig je izdanih v Lahoreju in Lahore ostaja najpomembnejše središče literarne, izobraževalne in kulturne dejavnosti v Pakistanu.
Lahore Expo Center je eden največjih projektov v zgodovini mesta in je bil slovesno odprt 22. maja 2010. Defense Raya Golf Resort je največje igrišče za golf v Pakistanu in Aziji. Projekt je rezultat partnerstva med DHA Lahore in BRDB Malezija. Pričakuje se, da bo hiter razvoj velikih projektov, kot so ti v mestu, spodbudil gospodarstvo države. Ferozepur Road v osrednjem poslovnem okrožju Lahoreja vsebuje stolpnice in nebotičnike, vključno s hotelom Kayre International in tehnološkim parkom Arfa Software.
Lahore ostaja glavna turistična destinacija v Pakistanu. Obzidano mesto Lahore je bilo prenovljeno leta 2014 in je priljubljeno zaradi prisotnosti Unescove svetovne dediščine. Med najbolj priljubljenimi znamenitostmi so trdnjava Lahore, ki meji na obzidano mesto in kjer so Šeeš Mahal, vrata Alamgiri, paviljon Naulakha in mošeja Moti. Trdnjava in sosednji vrtovi Šalimar so od leta 1981 Unescov seznam svetovne dediščine.
Mesto je dom številnih starodavnih verskih krajev, vključno z uglednimi hindujskimi templji: templjem Krišne in Valmiki Mandir. Samadhi Randžita Singha, ki je prav tako v bližini obzidanega mesta, hrani pogrebne žare sikhskega vladarja maharadže Randžita Singha. Najvidnejša verska stavba je mošeja Badšahi, zgrajena leta 1673; je bila ob izgradnji največja mošeja na svetu. Druga priljubljena znamenitost je mošeja Vazir Kana, zgrajena leta 1635 in znana po obsežnih ploščicah iz fajanse.